# Cadurca dianeura
Cadurca dianeura är en fjärilsart som beskrevs av Her. 1928. Cadurca dianeura ingår i släktet Cadurca och familjen tofsspinnare. Inga underarter finns listade i Catalogue of Life.